# Interstate 670 (Kansas-Missouri)
Pour les articles homonymes, voir Interstate 670.
L'Interstate 670 (I-670) est une autoroute collectrice de 2,81 miles (4,52 km) entre l'I-70 à Kansas City, dans le Kansas et l'I-70 à Kansas City, dans le Missouri. L'autoroute fournit un lien plus direct à travers le centre-ville de Kansas City que la route principale de l'I-70 et évite les virages serrés de celle-ci. L'I-670 fait partie du segment sud de la boucle du centre-ville de Kansas City.
La route traverse la rivière Kansas sur le viaduc de l'I-670.

## Description du tracé
L'I-670 débute à Kansas City, Kansas, à la jonction de l'I-70 / US 24 / US 40 / US 169 tout juste à l'ouest du pont enjambant la rivière Kansas. L'autoroute traverse alors la frontière avec le Missouri et entre dans la ville de Kansas City, Missouri. La route croise l'I-35 pour ensuite passer en-dessous du Centre des congrès de Kansas City. L'autoroute traverse le centre-ville de Kansas City et croise à nouveau l'I-70 / US 40 dans le secteur sud-est du centre-ville.

## Liste des sorties
| Interstate 670    |              |      |      |                                     | |                                                                                    |
| Comté             | Municipalité | mi   | km   | Sortie                              | Intersections / Destinations                                                                                | Notes                                                                              |
| Wyandotte, KS     | Kansas City  | 0,00 | 0,00 |                                     | I-70 / US 24 / US 40 ouest / US 69 sud – Topeka                                                             | Sortie 421B de l'I-70                                                              |
| Wyandotte, KS     | Kansas City  | 0,39 | 0,63 | 1A                                  | Central Avenue                                                                                              | Sortie direction ouest, entrée direction est                                       |
| Wyandotte, KS     | Kansas City  | 0,47 | 0,76 | Pont au-dessus de la rivière Kansas | Pont au-dessus de la rivière Kansas                                                                         | Pont au-dessus de la rivière Kansas                                                |
|                   |              | 0,83 | 1,34 | Frontière Kansas–Missouri           | Frontière Kansas–Missouri                                                                                   | Frontière Kansas–Missouri                                                          |
| 0,00              | 0,00         |      |      | Frontière Kansas–Missouri           | Frontière Kansas–Missouri                                                                                   | Frontière Kansas–Missouri                                                          |
| Jackson, MO       | Kansas City  | 0,13 | 0,21 | 1B                                  | Genesee Street / Wyoming Street                                                                             |                                                                                    |
| Jackson, MO       | Kansas City  | 0,88 | 1,42 | 2T                                  | I-35 sud – Wichita                                                                                          | Sortie 2U de l'I-35                                                                |
| Jackson, MO       | Kansas City  | 0,88 | 1,42 | 2T                                  | I-35 nord / 12th Street                                                                                     | Sortie direction ouest, entrée direction est; sortie 2U de l'I-35                  |
| Jackson, MO       | Kansas City  | 1,02 | 1,64 | 2S                                  | Broadway | Sortie direction ouest, entrée direction est                                       |
| Jackson, MO       | Kansas City  | 1,10 | 1,77 | 2R                                  | Central Street                                                                                              | Sortie direction est seulement; accès au centre-ville de Kansas City               |
| Jackson, MO       | Kansas City  | 1,42 | 2,29 | 2Q                                  | Truman Road / Locust Street / Oak Street / Grand Boulevard / Walnut Street / Main Street / Baltimore Avenue | Sortie direction ouest, entrée direction est                                       |
| Jackson, MO       | Kansas City  | 2,10 | 3,38 | 2P                                  | 13th Street / 14th Street / Charlotte Street / Holmes Street                                                | Sortie direction ouest, entrée direction est; accès au centre-ville de Kansas City |
| Jackson, MO       | Kansas City  | 2,10 | 3,38 | 2N                                  | I-70 ouest / US 71 nord vers I-29 / I-35 nord – Saint Joseph, Des Moines                                    | Sortie direction est, entrée direction ouest; sortie 2L de l'I-70                  |
| Jackson, MO       | Kansas City  | 2,10 | 3,38 | 2M                                  | US 71 sud – Springfield                                                                                     | Sortie direction est, entrée direction ouest                                       |
| Jackson, MO       | Kansas City  | 2,10 | 3,38 | 2K                                  | 12th Street / 11th Street vers Charlotte Street / 10th Street / Harrison Street / Troost Avenue             | Sortie direction ouest, entrée direction est                                       |
| Jackson, MO       | Kansas City  | 2,10 | 3,38 | 3A                                  | The Paseo (Kansas City, Missouri)                                                                           | Sortie direction est, entrée direction ouest                                       |
| Jackson, MO       | Kansas City  | 2,10 | 3,38 |                                     | I-70 / US 24 est / US 40 – Saint-Louis                                                                      | Sortie 2L de l'I-70                                                                |
| - Accès incomplet |              |      |      |                                     | |                                                                                    |